# 南加里曼丹省
南加里曼丹（印尼语：Kalimantan Selatan，常缩写为Kalsel）是印度尼西亚在婆罗洲岛加里曼丹地区的五个省份之一。省府原在马辰（Banjarmasin）。2022年2月15日搬迁至班贾尔巴鲁（印尼語：Banjarbaru）。
该省有人口4,119,794（2017年）。

## 引用
1. ↑   (PDF). The Permanent Committee on Geographical Names. 2003. （原始内容 (PDF)存档于2007-06-14）.